# Bućki
Bućki – wieś w Polsce położona w województwie podlaskim, w powiecie suwalskim, w gminie Przerośl.
Wieś królewska starostwa niegrodowego przeroskiego położona była w końcu XVIII wieku w powiecie grodzieńskim województwa trockiego. W latach 1975–1998 miejscowość administracyjnie należała do województwa suwalskiego.
Przez miejscowość przepływa rzeka Błędzianka.